# Isidoro Falchi

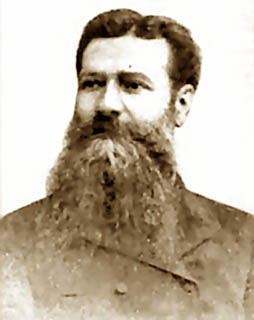
Isidoro Falchi

Isidoro Falchi (Montopoli in Val d'Arno, 26 aprile 1838 – Montopoli in Val d'Arno, 30 aprile 1914) è stato un archeologo autodidatta e un medico italiano.

## Biografia
Nato a Montopoli nel 1838, fu sedicesimo figlio di una famiglia qui giunta da Livorno nel Settecento. Nel 1862, dopo aver ottenuto la laurea in medicina a Pisa ed aver partecipato per breve tempo alla spedizione garibaldina dei Mille, Falchi vinse la condotta da medico a Campiglia Marittima. Qui sposò (1865) Antonia Gianni, morta nel marzo del 1869 nel dare alla luce l'unica figlia Antonia. 
A Campiglia Marittima tra il 1879 e il 1883 fu eletto anche Consigliere Comunale, dedicandosi in gran parte ai diritti di pascolo e agli usi civici. Iniziò così una ricerca archivistica che culminò con la pubblicazione del suo primo volume, "Trattenimenti popolari sulla storia della Maremma e specialmente di Campiglia Marittima" (1880). La sua vita rimase però indissolubilmente legata alla scoperta e agli scavi di Vetulonia, che da allora si protrassero per circa 30 anni.
Nel frattempo, a causa della morte del fratello Francesco nel 1871, Isidoro era tornato a Montopoli, dove si era fatto carico della famiglia di questi, sposandone la vedova, Cesira Mainardi, da cui ebbe poi un figlio, Luigi Falchi.
Isidoro raccolse il testimone del fratello anche in politica, ricoprendo il ruolo di Sindaco dal 1872 al 1876 ed essendo eletto come consigliere comunale ancora per diversi anni. In questo periodo Falchi si scontrò con le difficoltà amministrative del Municipio e con le ostilità della nobiltà che aveva possedimenti nel montopolese, compreso il conte Francesco Guicciardini che gli succedette come Sindaco.
Falchi ricevette inoltre la nomina di Presidente del Regio Conservatorio di Santa Marta (1880), con il compito di rivitalizzarlo e di portarne a compimento il processo di laicizzazione, secondo gli indirizzi politici del Governo nazionale. Oltre a questo, fu Presidente della Società Operaia di Mutuo Soccorso, e anche del Teatro e del Gabinetto di lettura di Montopoli, dove si spense nel 1914.

## La scoperta di Vetulonia

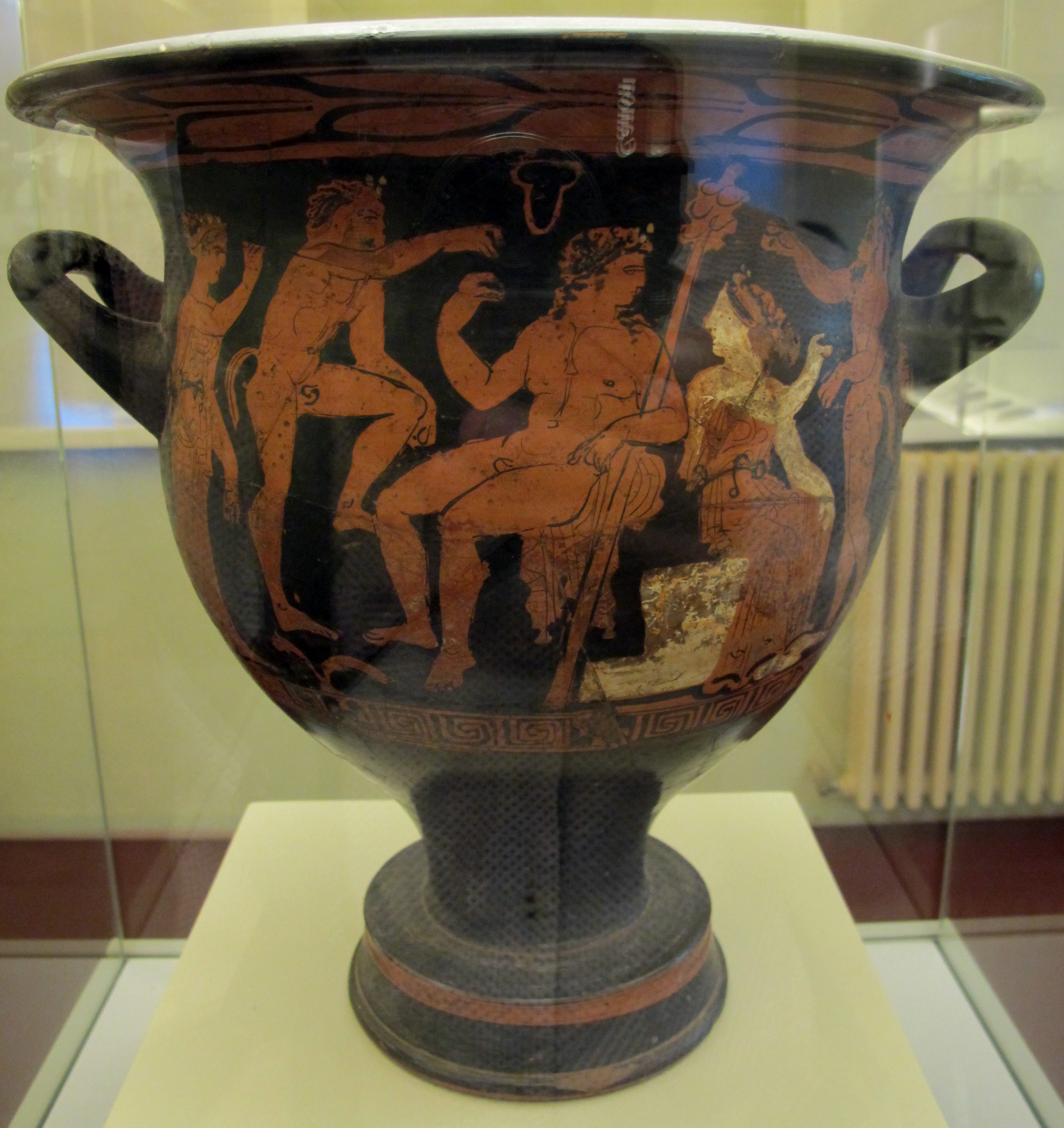
Cratere attico a figure rosse trovato da Isidoro Falchi a Populonia, esposto nel Museo Civico di palazzo Guicciardini a Montopoli in Val d'Arno

L'ubicazione dell'antica città di Vetulonia era da secoli sconosciuta e già dal Rinascimento alcuni eruditi avevano cercato di posizionarla. Alcune ipotesi ottocentesche la volevano in Val di Cornia (Francesco Inghirami) o addirittura a Viterbo (Leandro Alberti).
Una nuova spinta alla elucubrazione di nuove ipotesi fu il ritrovamento nel 1840 nel sito di Cerveteri di un frammento marmoreo attribuito inizialmente al Trono di Claudio che rappresenta la personificazione di tre grandi città etrusche, di cui una risultava appunto Vetulonia.
Durante la ricerca archivistica per il suo volume del 1880, Isidoro Falchi si imbatté, all'interno dell'Archivio di Stato di Siena, in un documento nel quale il nome di Vetulonia compare per la prima (o sarebbe meglio dire ultima) volta relativamente ad una permuta di terreni tra l'abbazia di Sestinga e la Badia al Fango situate rispettivamente sul colle di Vetulonia e nell'ormai scomparsa Isola Clodia.
Nello stesso periodo furono consegnate al Falchi tre monete su cui compariva scritto VATL, l'antica denominazione etrusca di Vetulonia, provenienti appunto dal colle su cui sorgeva Colonna di Buriano.
Forte di questi indizi il medico si avventurò a Colonna il 27 maggio del 1880, giorno del Corpus Domini, dove tra le altre cose notò una parte delle antiche mura ciclopiche ancora oggi presenti all'interno del paese.
Da questo momento ebbe effettivamente inizio la riscoperta dei resti dell'antica città di Vetulonia assieme alla quale giunsero anche le prime opposizioni.
Da una parte Luigi Adriano Milani, allora responsabile per le antichità, che si vedeva scavalcato da un “archeologo dilettante”, dall'altra la comunità degli eruditi (tra cui Antonio Malfatti e Carlo Dotto de' Dauli) che continuarono per tutto il decennio successivo a sostenere l'ubicazione dell'antica città etrusca nei pressi di Massa Marittima.
Le prime esplorazioni di Falchi riguardarono i “sepolcreti antichi”, cioè le necropoli villanoviane situate nei pressi della città (Poggio alla Guardia, Colle Baroncio, etc.), seguirono poi le esplorazioni che portarono alla luce i famosi circoli come quello del Duce.
Questi “primordiali” escavazioni, di scavi non si può ancora effettivamente parlare, riportarono alla luce anche le grandi tombe a tholos tipiche della fase orientalizzante del sito vetuloniese.
Solo tra il 1892 e il 1896 il Falchi si interessò all'esplorazione della città dove mise in luce presso Poggiarello Renzetti un quartiere della città etrusco-romana.
Data la grande quantità e la ricchezza dei ritrovamenti riferibili solamente ad una città di grandi dimensioni, il posizionamento dell'antica metropoli etrusca in luogo del paese di Colonna.
Il riconoscimento ufficiale giunse il 22 luglio 1887 quando con regio decreto fu restituito al paese l'antico nome di Vetulonia, fatto ricordato con una lapide inaugurata il 25 maggio dell'anno successivo.
Dal 1889 Isidoro Falchi eseguì anche qualche sporadica ricerca nella necropoli dell’area San Cerbone a Populonia. In quell'anno Falchi si recò a Populonia, dove nello sbancamento rettilineo della scoria realizzato per ricavare la via che conduce al Casale S. Cerbone, notò una pietra lavorata. Con il consenso del proprietario del luogo, conte Desideri, eﬀettuò un saggio di scavo e rinvenne una sepoltura a cassone.
Nel 1897 il Falchi chiese ed ottenne dal Desideri il permesso di riprendere gli scavi in modo sistematico. Vennero quindi in luce altre sepolture sotto uno spesso strato di scorie ferrose: alcune tombe a fossa coperte da tegole, un cassone in panchina coperto a baule; una “torretta” ovvero probabilmente un tumulo. Durante queste ulteriori esplorazioni e nelle sue ricerche tra gli oggetti circolanti sul mercato antiquario locale, Falchi scoprì una serie di preziosi corredi funerari, tra cui due elaborati vasi rifiniti in oro. 
Nel frattempo, il proprietario dei terreni, il conte Desideri, o meglio il suo figlio adottivo Vanni, proibì al Falchi i lavori di scavo, che poté riprendere soltanto nel novembre 1903 e per breve tempo.
L'iniziativa di Falchi diede comunque l'impulso alla scoperta della grande necropoli che oggi costituisce il Parco Archeologico di Baratti e Populonia. Su gran parte delle tombe, invece, lo strato di scorie ferrose aveva uno spessore di oltre 7 m; questi furono rimossi solo dopo la Prima Guerra Mondiale, quando due acciaierie si interessarono al materiale. Questo spiega perché la maggior parte delle tombe furono scoperte solo tra il 1920 e il 1957. A questo punto Falchi era già morto e solo una delle sue pubblicazioni è stata dedicata a Populonia.

## La scientificità di Falchi
Sebbene il fine e il modus operandi di Isidoro Falchi non fossero minimamente vicini a quello che al giorno d'oggi si pretendono dagli archeologi, la sua formazione medica e quindi scientifica sono riusciti a salvare la figura di quest'uomo che da medico si dedicò alla riscoperta di antichità.
Infatti Falchi fu un attento osservatore e annotò gran parte dei particolari del processo di escavazione, proprio come aveva imparato durante la trattazione dei pazienti e dei loro sintomi durante l'esercizio della professione medica.
Queste sue annotazioni confluirono nel volume “Vetulonia e la sua necropoli antichissima” che vide la luce nel 1891 e che ancora oggi costituisce un documento di straordinaria importanza per lo studio del sito di Vetulonia.
Durante gli anni di scavo vennero scattate numerosissime fotografie che sono una delle principali testimonianze delle fasi dei lavori che sarebbero altrimenti andate perdute.
Tra il 1893 e il 1894 il tumulo della Pietrera fu ricostruito dall'ingegner Luigi Del Moro utilizzando criteri innovativi per il restauro dei monumenti: utilizzò materiali diversi per evidenziare le parti soggette a restauro e ricostruzione.
A questa si aggiunse qualche anno dopo la ricostruzione oggi visibile nel giardino monumentale del Museo Archeologico di Firenze della tomba del Diavolino I che fu praticamente smontata nel sito e rimontata nella sua attuale ubicazione.

## Populonia
Eseguì qualche sporadica ricerca nella necropoli di San Cerbone dove rinvenne una tomba a cassone. Riprese gli scavi nel 1897 che si interruppero quasi subito a causa di dissapori con il proprietario dei terreni.

## Collezioni
Una parte delle raccolte personali di Isidoro Falchi sono esposte nel Museo civico di palazzo Guicciardini a Montopoli in Val d'Arno, tra cui spicca il cratere attico a figure rosse del IV sec. a.C.
Una parte delle raccolte personali di Isidoro Falchi sono esposte nel Museo civico di palazzo Guicciardini a Montopoli in Val d'Arno, tra cui spicca il cratere attico a figure rosse del IV sec. a.C. da Populonia e i bronzetti ellenistici da Vetulonia.

## Opere
- Trattenimenti popolari sulla storia della Maremma, Prato 1880.
- Ricerche di Vetulonia, Prato 1881.
- Vetulonia e la sua necropoli antichissima, Firenze 1891.
- Nuovi scavi nella necropoli vetuloniese, “Notizie degli Scavi di Antichità” 1892, pp. 381.
- Vetulonia solennemente giudicata a Vetulonia, Firenze 1894.

## Altre immagini

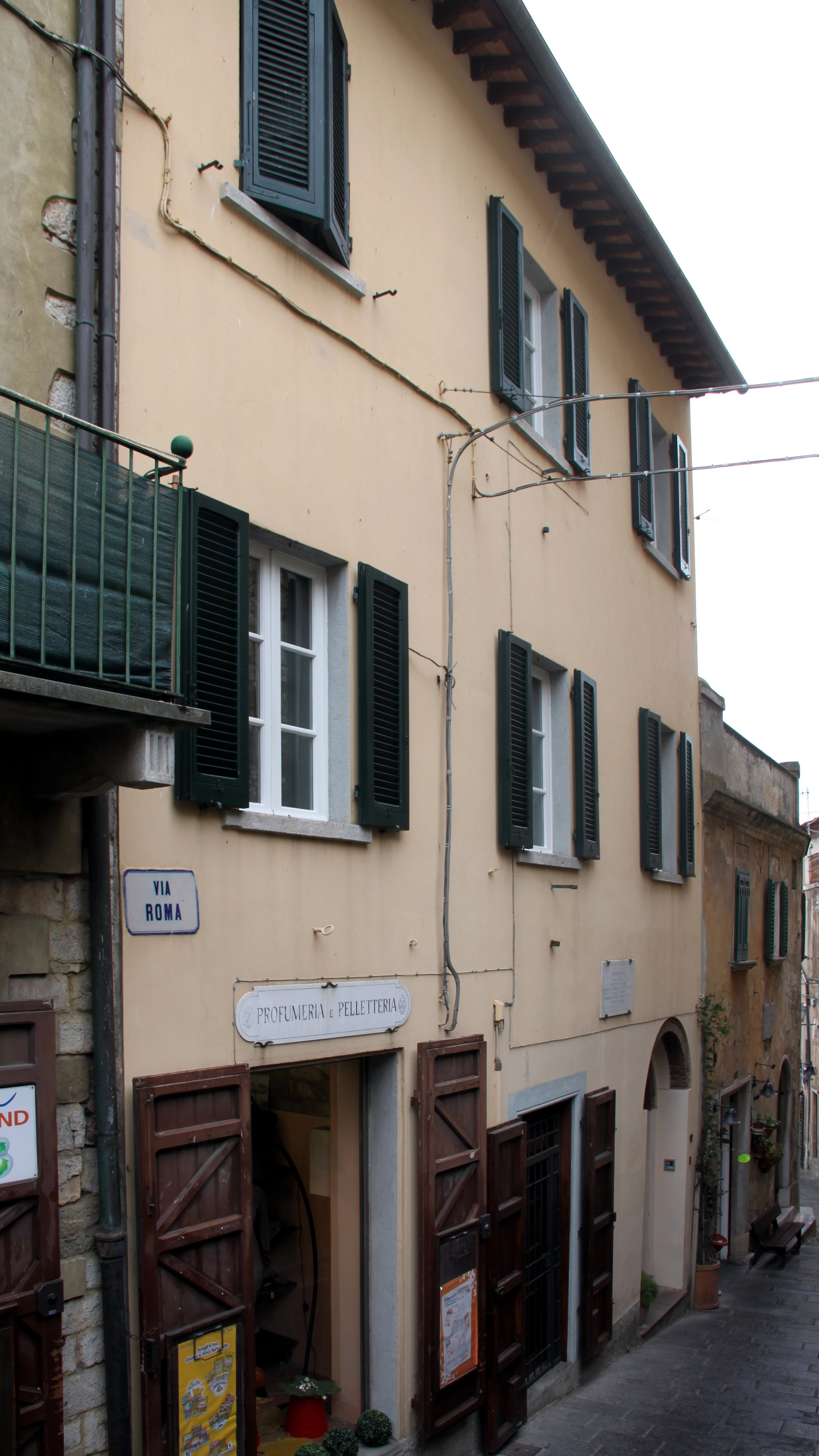
La residenza (1862–1871) di Isidoro Falchi, Campiglia Marittima
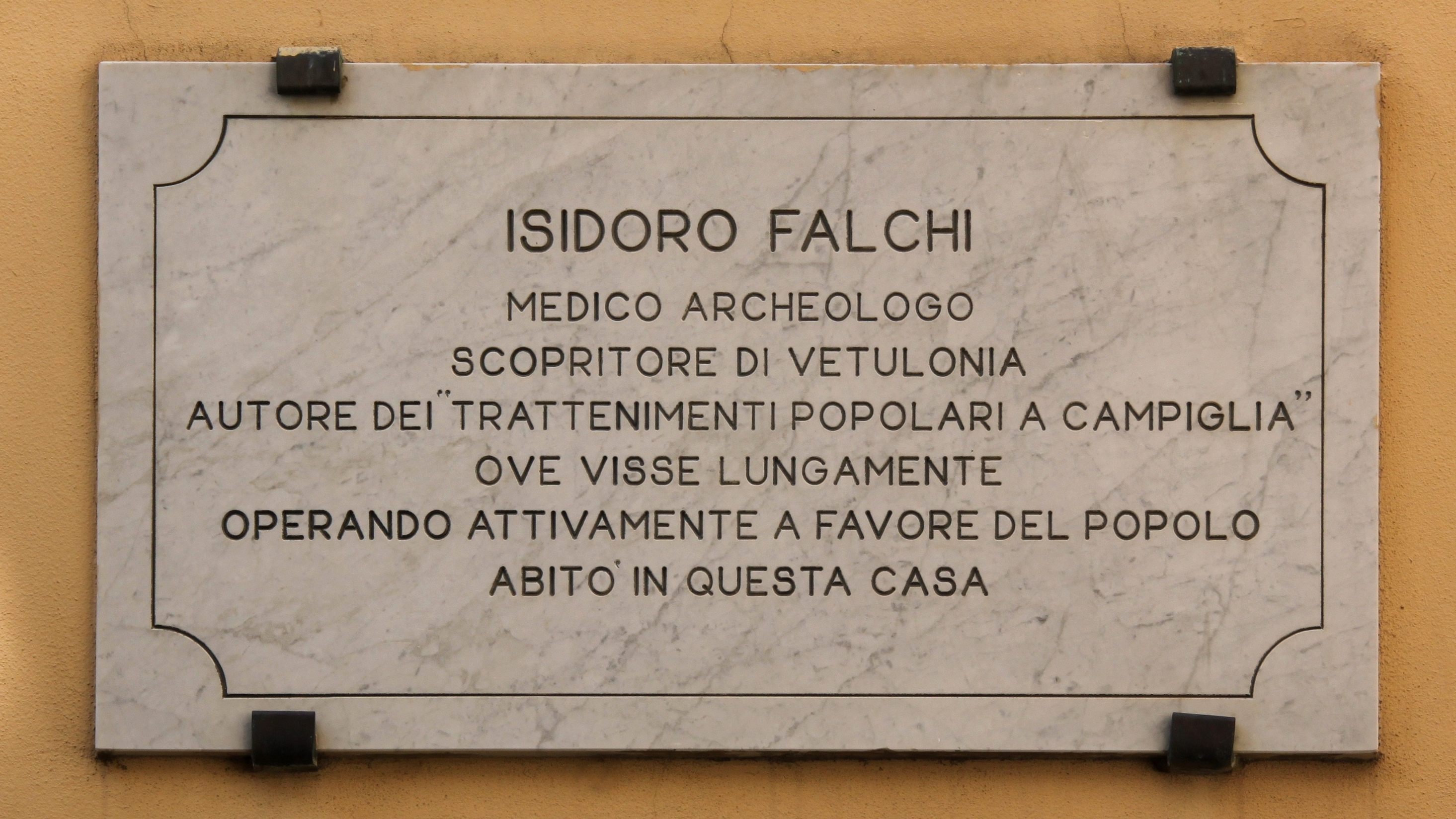
Targa a Isidoro Falchi, Campiglia Marittima
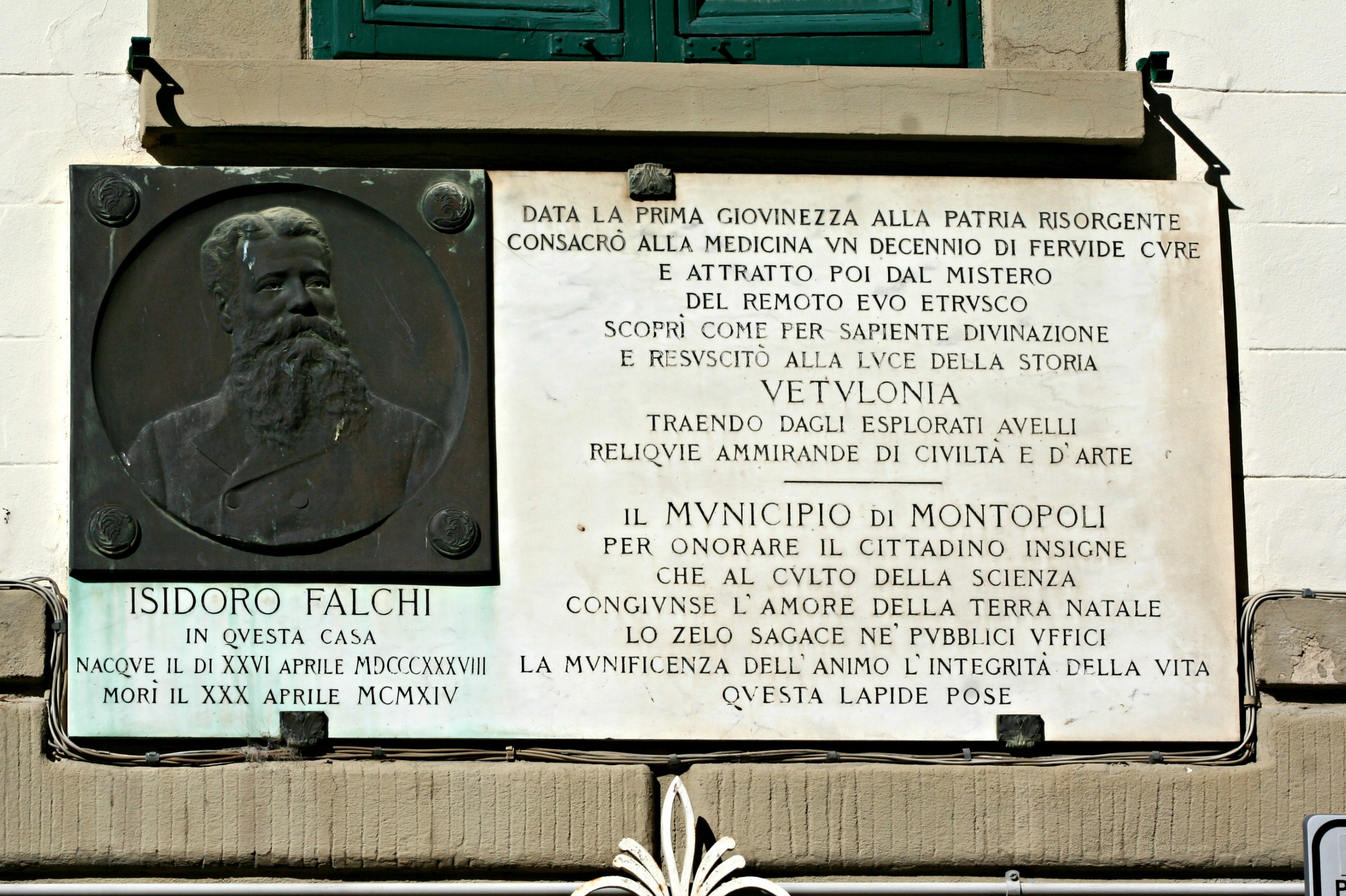
Targa a Isidoro Falchi, Montopoli in Val d'Arno